# Grégory Bengaber
Grégory Bengaber (Les Abymes, 5 marzo 1997) è un cestista francese.